# Char Ansaldo P.43
Pour les articles homonymes, voir Ansaldo (homonymie).
Le Char Fiat Ansaldo P.43 est un char d'assaut lourd italien, resté au stade de projet et étudié en parallèle avec le char Ansaldo P26/40.

## Caractéristiques
Le Char P.43 ou P.30/43 est le fruit d'une étude conjointe entre les sociétés FIAT et Ansaldo menée concomitamment avec l'étude du char Ansaldo P26/40. Le P.43 devait être un modèle lourd pour compléter la gamme qui manquait à l'armée du Roi d'Italie durant la période mussolinienne.
Le char devait rentrer dans la catégorie lourde avec une masse de 35 tonnes et devait être équipé d'un moteur Fiat de 480 Ch. Le canon devait être le même que celui employé sur le P.26 - un canon Ansaldo de 75/34 mm dont la réputation n'était plus à faire. Mais en cours d'étude, on prit en considération le canon de 90/42 dérivé du canon anti-aérien de 90/53, ainsi que le canon de 105/25 mm monté sur les Semoventi et sur la version « P.43bis. »

## Les deux P.43 bis
Des chars P.43 et P.43 bis, il ne reste qu'une photographie de chacune des maquettes en bois.
Le fait de devoir mener les deux études simultanément est lié aux informations provenant du front russe en 1942, sur le nouveau char russe T-34/85 de 32 tonnes équipé d'un canon de 85 mm, qui nécessitaient la mise à disposition rapide de chars plus lourds. 
Selon les informations retrouvées, les motorisations de ce char auraient dû être :
- pour le char Ansaldo P26/40 : moteur diesel Fiat-SPA 342 de 330 ch, qui sera remplacé en cours de fabrication par un moteur essence Fiat-SPA 242 de 420 ch,
- pour le char P.43 ou P.30/43 : moteur essence Fiat-SPA 242 de 420/430 ch,
- pour le P.43 bis avec un canon de 90/42 mm : moteur essence Fiat-SPA 242 de 420/430 ch,
- pour le second prototype P.43 bis ou P.35/43 de 35 tonnes avec un canon de 90/53 ou 90/42 mm : moteur Fiat-SPA 343 de 470/480 ch diesel. Un moteur Fiat-SPA 344 de 700 ch a également été envisagé.

La protection par blindage de la face avant était de 80/100 mm d'épaisseur, ce qui lui donnait un avantage par rapport à ses concurrents.